# تاجیک‌های ازبکستان
تاجیک‌ها در ازبکستان (به فارسی تاجیکی: Тоҷикони Ӯзбекистон، به ازبکی: Oʻzbekistondagi tojiklar / Ўзбекистондаги тожиклар) دومین گروه قومی بزرگ در میان جمعیت این کشور هستند. آمار رسمی سهم تاجیک‌ها در جمعیت ازبکستان را تا ۱ ژانویه ۲۰۲۱ ۴٫۸۰ درصد (۱ میلیون و ۶۵۷ هزار نفر) تخمین می‌زند.
بسیاری از شهروندان تاجیک ازبکستان در گذرنامه‌های خود به عنوان ازبک ثبت شده‌اند. این امر به ویژه در مناطقی مانند سمرقند، بخارا، فرغانه، سُرخان‌دَریا و قَشقَه‌دَریا دیده می‌شود. دلیل این موضوع، سیاست «ازبک‌سازی» در ازبکستان شوروی است و از سوی دیگر، نشان‌دهنده ابهام در خودشناسی هویتی تاجیک‌ها در خارج از تشکیلات دولتی ملی مربوطه و رویکرد عمل‌گرایانه آن‌ها در تعیین ملیت خود است.

## پیشینه تاریخی
سیاست «ازبک‌سازی» تاجیک‌های ازبکستان در دوران شوروی و پس از آن، و در ادامه یک روند تاریخی طولانی‌مدت از تُرک‌سازی جمعیت ساکن واحه‌های آسیای میانه و راندن زبان فارسی به محدوده شهرها یا مناطق کوهستانی دورافتاده شکل گرفته است.
زبان فارسی  از سوی دیگر زبان‌های ترکی نیز تحت فشار بود: برای مثال، شهر باستانی مرو در قرن هفدهم زبانش به زبان ترکمنی تغییر یافت. این روند به ویژه در قرن نوزدهم تشدید شد و تنها با ایجاد جمهوری شوروی تاجیکستان و همت با نخبگان فارسی‌زبان متوقف شد.

## زبان فارسی تاجیکی در ازبکستان
امروزه، تدریس دروس به زبان فارسی تاجیکی در مؤسسات آموزشی سطوح مختلف، و روزنامه‌ها و مجلات به این زبان در ازبکستان مجاز است. تاجیک‌های ازبکستان، به ویژه در مناطق شهری، نیز تمایل به گسترش سه‌زبانگی فعال روسی - ازبکی - فارسی دارند. از آن‌جا که جمعیت ازبک در دره‌های زرافشان و فرغانه از نظر فرهنگی به تاجیک‌ها نزدیک هستند، ادغام آن‌ها در جامعه ازبک بدون مشکلات اساسی صورت می‌گیرد. آمار رسمی سهم تاجیک‌ها در جمعیت ازبکستان را تا ۱ ژانویه ۲۰۲۱ ۴٫۸۰ درصد (۱٬۶۵۷٬۰۰۰ تَن) تخمین می‌زند، اما ارزیابی یک دانشمند آمریکایی، آر. فولز، نشان می‌دهد که تاجیک‌ها، ۲۵ تا ۳۰ درصد از کل جمعیت این کشور را تشکیل می‌دهند، تقریباً ۸ تا ۱۱ میلیون نفر از جمعیت این کشور.

### سیستم آموزشی، رسانه‌ها و فرهنگ
در شهرستان سُخ استان فرغانه که از همه طرف توسط قلمرو قرقیزستان احاطه شده است، ۹۲٫۲ درصد از جمعیت (حدود ۷۴٫۱ هزار نفر) را تاجیک‌ها تشکیل می‌دهند. در مرکز منطقه، سُخ، روزنامه هفتگی «صدای سُخ» به زبان فارسی تاجیکی منتشر می‌شود. در این منطقه ۲۴ مدرسه، ۲ دبیرستان و ۲ کالج با زبان آموزشی فارسی تاجیکی فعالیت می‌کنند. رسانه‌ها، مدارس، دبیرستان‌ها، کالج‌ها و بخش‌های مؤسسات آموزش عالی به زبان فارسی تاجیکی در برخی از مناطق استان‌های سُرخان‌دَریا، سمرقند، بخارا، نمنگان و سایر مناطقی که جمعیت تاجیک متراکم دارند، فعالیت می‌کنند. در مجموع، در دهه‌های ۲۰۱۰، ۲۵۶ مدرسه عمومی تاجیک در ازبکستان فعالیت می‌کردند.
در سمرقند، روزنامه‌ای به فارسی تاجیکی بنام «آواز سمرقند» منتشر می‌شود، شبکه تلویزیونی خصوصی شهری STV و شبکه تلویزیونی دولتی منطقه‌ای MTRK سمرقند تا حدودی به زبان تاجیکی پخش می‌شوند.
یک منبع اطلاعاتی محبوب در ازبکستان - «یانگی ازبکستان» - از سال ۲۰۲۱ نسخه وب‌سایت خود را به زبان تاجیکی راه‌اندازی کرده است.
در آگوست ۲۰۲۲، دومین بنای یادبود شاعر فارسی‌زبان دوران سامانی، ابوعبدالله رودکی، در سمرقند افتتاح شد.
در سال ۲۰۲۲، در دانشگاه دولتی سمرقند به نام ش. رشیدوف، بیش از ده گروه تاجیکی وجود داشت که در آن‌ها نه تنها ساکنان سمرقند، بلکه نمایندگان تاجیکستان نیز تحصیل می‌کردند. 
تاجیک‌ها در سطوح مختلف قدرت دولتی ازبکستان حضور دارند. تاجیک‌ها، عبدالقادر تاشکولوف، در سال‌های ۲۰۲۱–۲۰۲۳ وزیر آموزش عالی و متوسطه ویژه ازبکستان بود و رئیس دانشگاه دولتی ترمذ (۲۰۱۷–۲۰۲۱) و همچنین سناتور ازبکستان، نماینده مجلس سفلی پارلمان ازبکستان دو دوره متوالی - از سال ۲۰۰۹ تا ۲۰۱۷ بود.

## سهم تاجیک‌ها در استان‌های ازبکستان
کل ازبکستان - ۴٫۸۰٪ (۱٬۶۵۷٬۰۰۰ تَن) تا ۱ ژانویه ۲۰۲۱، شامل:
استان سُرخان‌دَریا - ۱۲٫۴۶٪ (۳۳۴ هزار تَن)
استان سیردریا - ۹٫۲۹٪ (۸۰ هزار تَن)
استان نمنگان - ۸٫۹۲٪ (۲۵۶ هزار تَن)
استان سمرقند - ۷٫۱۰٪ (۲۸۰ هزار تَن)
استان فرغانه - ۵٫۸۵٪ (۲۲۴ هزار تَن)
استان تاشکند - ۵٫۵۳٪ (۱۶۵ هزار تَن)
استان قَشقَه‌دَریا - ۴٫۰۶٪ (۱۳۵ هزار تَن)
استان بخارا - ۳٫۱۳٪ (۶۱ هزار تَن)
استان جیزک - ۲٫۳۴٪ (۳۳ هزار تَن)
استان نوایی - ۱٫۴۲٪ (۱۴ هزار تَن)
تاشکند - ۱٫۳۰٪ (۳۵ هزار تَن)
استان اندیجان - ۱٫۲۴٪ (۴۰ هزار تَن)
استان خوارزم - ۰٫۰۲٪ (۰٫۴ هزار تَن)
جمهوری قره‌قالپاقستان - ۰٫۰۱٪ (۰٫۳ هزار تَن)